# Menetou-sur-Nahon
Menetou-sur-Nahon là một xã ở tỉnh Indre khu vực trung bộ Pháp. Xã này có diện tích 6,98 km², dân số thời điểm năm 1999 là 113 người. Khu vực này có độ cao trung bình 60 mét trên mực nước biển.